# 柏爾的金字塔
柏爾的金字塔（英语：Ball's Pyramid）是位於澳大利亚東部塔斯曼海中一座由火成岩所構成的海岩，距澳洲本土約600公里，最近的有人島為在其西北方約20公里處的豪勳爵島，隸屬於澳大利亚的新南威爾斯州，為豪勳爵島海洋公園的一部份，並於1982年與豪勳爵島被聯合國教育科學文化組織選為世界自然遺產。
柏爾的金字塔是塔斯曼海的火山活動殘留下來的遺跡，約形成於700萬年前，最高海拔562公尺，四面盡是懸崖峭壁，幾無植被，宛如金字塔一般矗立海中，附近只有數個小海岩相伴。
據歷史記錄，柏爾的金字塔為亨利·利居柏德·柏爾（Henry Lidgbird Ball）所領導的英國皇家海軍發現於1788年，因此以「柏爾」為名。而人類的第一次登陸則是在近百年後的1882年，為澳洲的地質學家亨利·魏金森（Henry Wilkinson）。1965年2月14日，雪梨攀岩社（Sydney Rock Climbing Club）的成員首次攻頂成功。
2001年，一群昆蟲學家及保育人士前往調查動植物群落，意外在獨立的千層樹叢下發現一個十分小的豪勳爵島竹節蟲聚落，約只有20多隻，為自1920年來人類再次見到活的豪勳爵島竹節蟲，之後便以此為基礎開始進行復育工作。

## 外部連結
- 豪勳爵島海洋公園 （页面存档备份，存于）